# Bénesse-lès-Dax
Pour les articles homonymes, voir Dax (homonymie).
Bénesse-lès-Dax [benɛs lɛ daks] est une commune du Sud-Ouest de la France, située dans le département des Landes (région Nouvelle-Aquitaine).

## Géographie

### Communes limitrophes
Les communes limitrophes sont Gaas, Heugas, Pouillon, Saint-Pandelon et Saugnac-et-Cambran.
|        | Saint-Pandelon  | Saugnac-et-Cambran |
| Heugas | Bénesse-lès-Dax | Pouillon           |
|        | Gaas            |                    |

### Hydrographie
Le Bassecq, affluent gauche du Luy, prend sa source sur la commune.

### Climat
Pour des articles plus généraux, voir Climat de la Nouvelle-Aquitaine et Climat des Landes.
Historiquement, la commune est dans une zone de transition entre les climats océaniques aquitain et basque.  
En 2020, Météo-France publie une typologie des climats de la France métropolitaine dans laquelle la commune est exposée à un climat océanique et est dans une zone de transition entre les régions climatiques « Littoral charentais et aquitain » et « Aquitaine, Gascogne »0.
Pour la période 1971-2000, la température annuelle moyenne est de 13,6 °C, avec une amplitude thermique annuelle de 13,9 °C. Le cumul annuel moyen de précipitations est de 1 263 mm, avec 13 jours de précipitations en janvier et 7,8 jours en juillet. Pour la période 1991-2020, la température moyenne annuelle observée sur la station météorologique la plus proche, située sur la commune de Dax à 7 km à vol d'oiseau, est de 14,5 °C et le cumul annuel moyen de précipitations est de 1 155,2 mm,. Pour l'avenir, les paramètres climatiques de la commune estimés pour 2050 selon différents scénarios d’émission de gaz à effet de serre sont consultables sur un site dédié publié par Météo-France en novembre 2022.

## Urbanisme

### Typologie
Au 1er janvier 2024, Bénesse-lès-Dax est catégorisée commune rurale à habitat dispersé, selon la nouvelle grille communale de densité à sept niveaux définie par l'Insee en 2022.
Elle appartient à l'unité urbaine de Pouillon, une agglomération intra-départementale regroupant cinq  communes, dont elle est une commune de la banlieue,,. Par ailleurs la commune fait partie de l'aire d'attraction de Dax, dont elle est une commune de la couronne,. Cette aire, qui regroupe 60 communes, est catégorisée dans les aires de 50 000 à moins de 200 000 habitants,.

### Occupation des sols

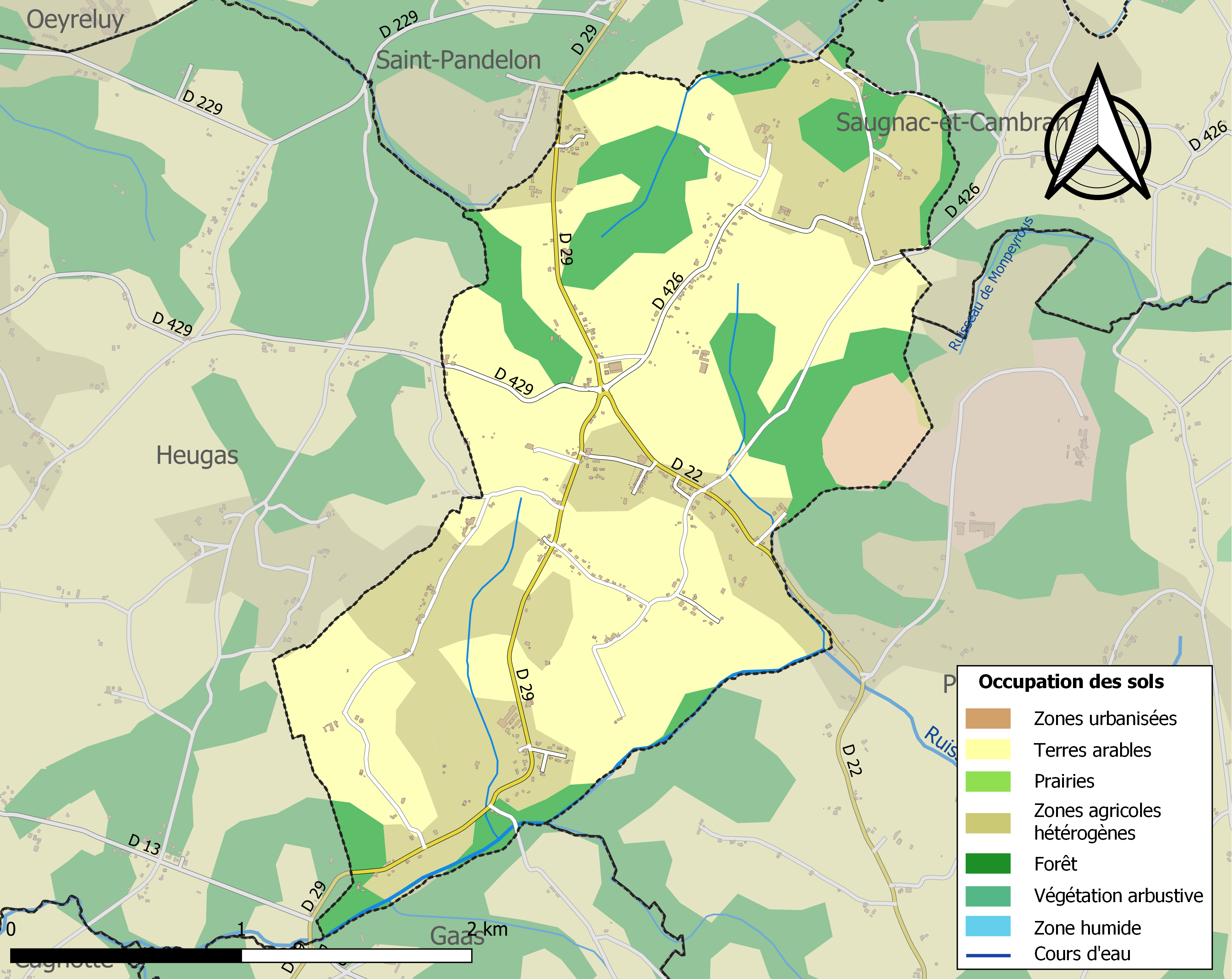
Carte des infrastructures et de l'occupation des sols de la commune en 2018 (CLC).

L'occupation des sols de la commune, telle qu'elle ressort de la base de données européenne d’occupation biophysique des sols Corine Land Cover (CLC), est marquée par l'importance des territoires agricoles (80,5 % en 2018), en diminution par rapport à 1990 (81,7 %). La répartition détaillée en 2018 est la suivante : terres arables (52,8 %), zones agricoles hétérogènes (27,7 %), forêts (16,8 %), mines, décharges et chantiers (2,7 %). L'évolution de l’occupation des sols de la commune et de ses infrastructures peut être observée sur les différentes représentations cartographiques du territoire : la carte de Cassini (XVIIIe siècle), la carte d'état-major (1820-1866) et les cartes ou photos aériennes de l'IGN pour la période actuelle (1950 à aujourd'hui).

### Risques majeurs
Le territoire de la commune de Bénesse-lès-Dax est vulnérable à différents aléas naturels : météorologiques (tempête, orage, neige, grand froid, canicule ou sécheresse), mouvements de terrains et séisme (sismicité modérée). Il est également exposé à un risque technologique,  le transport de matières dangereuses. Un site publié par le BRGM permet d'évaluer simplement et rapidement les risques d'un bien localisé soit par son adresse soit par le numéro de sa parcelle.

#### Risques naturels
Les mouvements de terrains susceptibles de se produire sur la commune sont des tassements différentiels.

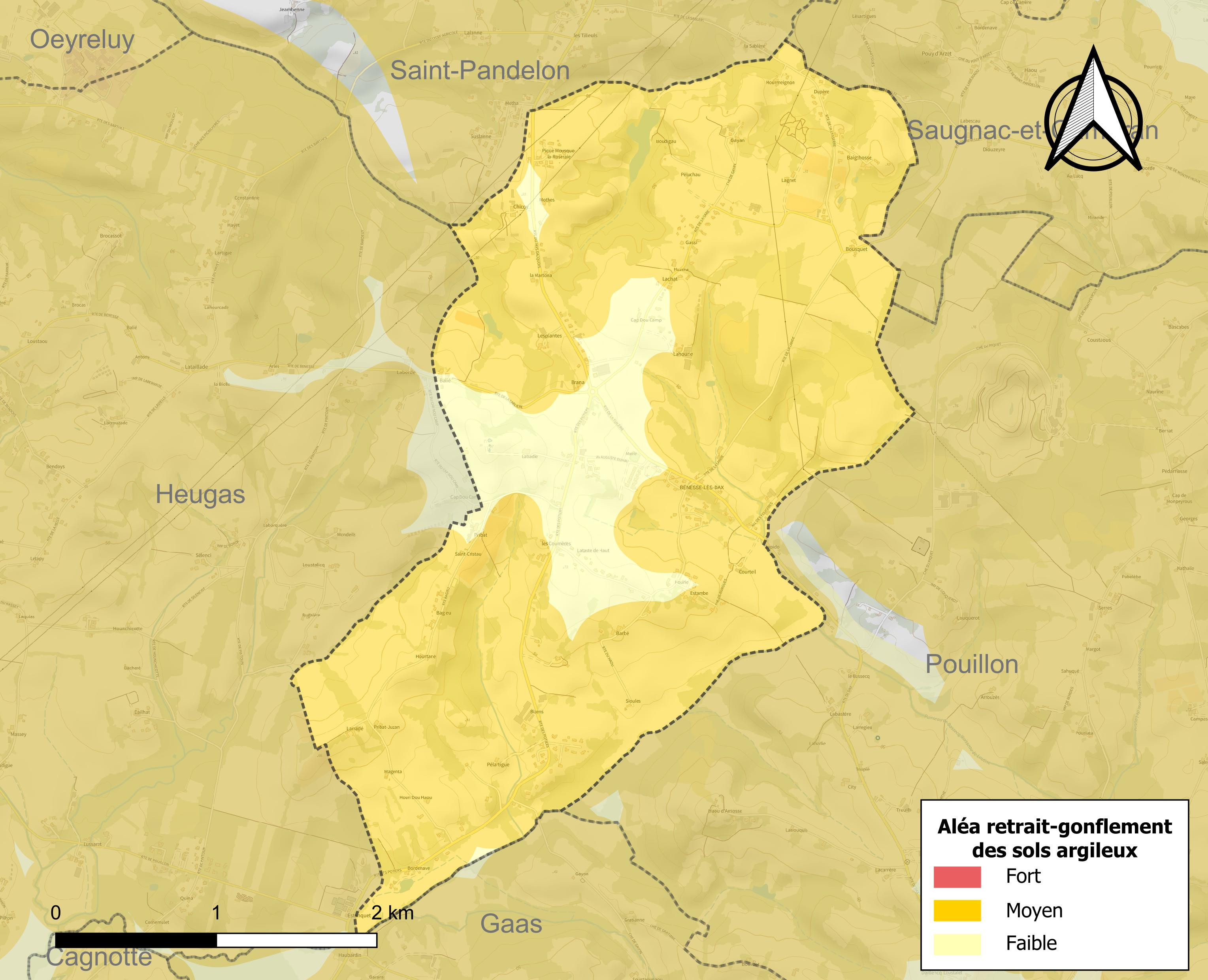
Carte des zones d'aléa retrait-gonflement des sols argileux de Bénesse-lès-Dax.

Le retrait-gonflement des sols argileux est susceptible d'engendrer des dommages importants aux bâtiments en cas d’alternance de périodes de sécheresse et de pluie. 86,5 % de la superficie communale est en aléa moyen ou fort (19,2 % au niveau départemental et 48,5 % au niveau national). Sur les 241 bâtiments dénombrés sur la commune en 2019,  180 sont en aléa moyen ou fort, soit 75 %, à comparer aux 17 % au niveau départemental et 54 % au niveau national. Une cartographie de l'exposition du territoire national au retrait gonflement des sols argileux est disponible sur le site du BRGM,.
La commune a été reconnue en état de catastrophe naturelle au titre des dommages causés par les inondations et coulées de boue survenues en 1988, 1993, 1999, 2007, 2009 et 2018 et par des mouvements de terrain en 1999

#### Risques technologiques
Le risque de transport de matières dangereuses sur la commune est lié à sa traversée par une ou des infrastructures routières ou ferroviaires importantes ou la présence d'une canalisation de transport d'hydrocarbures. Un accident se produisant sur de telles infrastructures est susceptible d’avoir des effets graves sur les biens, les personnes ou l'environnement, selon la nature du matériau transporté. Des dispositions d’urbanisme peuvent être préconisées en conséquence.

## Politique et administration

### Liste des maires
| Période                                  | Période  | Identité             | Étiquette | Qualité              |
| ---------------------------------------- | -------- | -------------------- | --------- | -------------------- |
| Les données manquantes sont à compléter. |          |                      |           |                      |
| 1908                                     | 1929     | Victor Manginin      |           |                      |
| 1929                                     | 1964     | Auguste Duhau        |           |                      |
| 1964                                     | 1965     | Pierre-Gaston Soumet |           |                      |
| 1965                                     | 1982     | Robert Darricau      | PS        |                      |
| 1982                                     | 1983     | Jean Bernmis         |           |                      |
| 1983                                     | 1991     | Jacques Ducazeaux    |           |                      |
| 1991 (réélu en mai 2020)                 | En cours | Jean-Marie Abadie    | PS        | Directeur de société |

### Politique environnementale
Dans son palmarès 2024, le Conseil national de villes et villages fleuris de France a attribué deux fleurs à la commune.

## Démographie
| 1793 | 1800 | 1806 | 1821 | 1831 | 1836 | 1841 | 1846 | 1851 |
| ---- | ---- | ---- | ---- | ---- | ---- | ---- | ---- | ---- |
| 364  | 380  | 372  | 369  | 414  | 402  | 391  | 450  | 461  |

| 1856 | 1861 | 1866 | 1872 | 1876 | 1881 | 1886 | 1891 | 1896 |
| ---- | ---- | ---- | ---- | ---- | ---- | ---- | ---- | ---- |
| 447  | 394  | 429  | 444  | 447  | 450  | 464  | 442  | 455  |

| 1901 | 1906 | 1911 | 1921 | 1926 | 1931 | 1936 | 1946 | 1954 |
| ---- | ---- | ---- | ---- | ---- | ---- | ---- | ---- | ---- |
| 450  | 444  | 431  | 397  | 406  | 407  | 391  | 368  | 335  |

| 1962 | 1968 | 1975 | 1982 | 1990 | 1999 | 2006 | 2008 | 2013 |
| ---- | ---- | ---- | ---- | ---- | ---- | ---- | ---- | ---- |
| 398  | 346  | 335  | 404  | 399  | 454  | 496  | 508  | 531  |

| 2018 | 2022 | - | - | - | - | - | - | - |
| ---- | ---- | - | - | - | - | - | - | - |
| 531  | 582  | - | - | - | - | - | - | - |

## Culture locale et patrimoine

### Lieux et monuments
- Mairie.

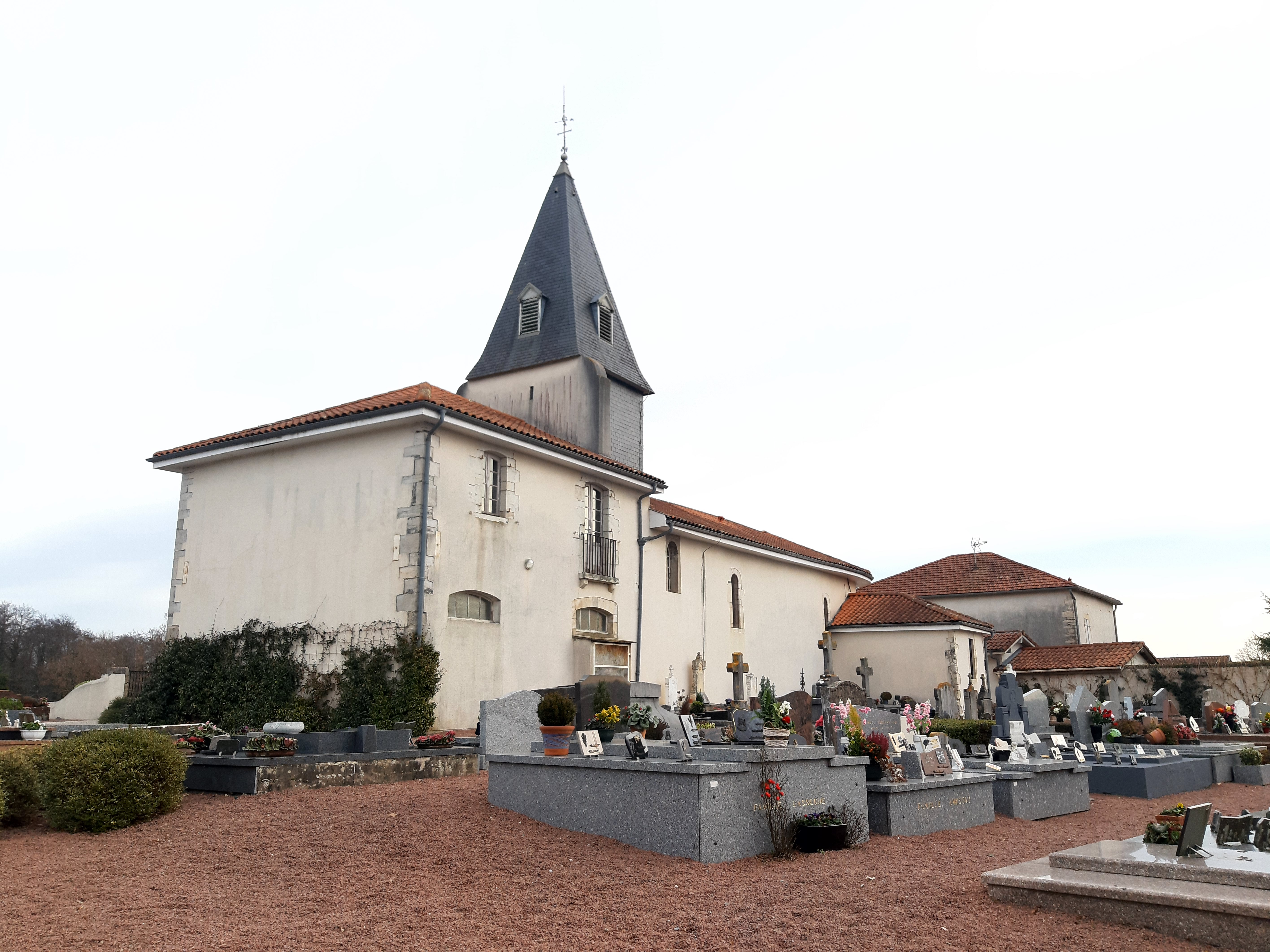
Église Saint-Michel de Bénesse-lès-Dax.

- Église Saint-Michel de Bénesse-lès-Dax.
- Moulin de Bénesse-lès-Dax.
- Fontaine salée.

### Personnalités liées à la commune
Yves Badetz, historien de l'art, écrivain, conservateur général du patrimoine, directeur du département des arts décoratifs du musée d'Orsay, directeur du musée national Hébert.